# 附庸
附庸（英語：Vassal），又可翻译为封臣或陪臣，指的是一種在欧洲的封建制度下，向封建主效忠以获取领地与保护的下级，有著嚴格的契約關係，即使是領主也不能隨更改內容。
附庸与封建主之间是效忠与保护的关系。封建主将领地封给附庸，承认他们对领地的特权。作为交换，附庸向封建主宣誓效忠，且需要为封建主提供军事上的支持。如果附庸拒不履行义务，封建主有权将其领地收回。
附庸一词可能與9世紀開始取代“福利”的新術語“封地”相關。